# Stanoje Mihaldžić
Stanoje Mihaldžić (Jasenovac, 4. lipnja 1892. – ?) je bio jugoslavenski političar, mason, šef zagrebačke policije, ministar unutarnjih poslova u Vladi Kraljevine Jugoslavije, pod-ban i vršilac dužnosti bana Savske banovine i ban Drinske banovine.
Prema nekima, sredinom 1941. godine ubili su ga Nijemci ili ustaše u Sarajevu zbog veza s Britancima, a prema drugima, Nijemci su ga zarobili i odveli u Graz, gdje je preživio rat. Njegova sudbina još uvijek nije poznata.